# Lichnówki
Lichnówki is een plaats in het Poolse district  Malborski, woiwodschap Pommeren. De plaats maakt deel uit van de gemeente Lichnowy en telt 400 wraz z LichnowkiI i Lichnowki II inwoners.